# Herbert Ernest Bates
Herbert Ernest Bates, oft auch kurz H. E. Bates genannt (* 16. Mai 1905 in Rushden, Northamptonshire; † 29. Januar 1974 in Canterbury), war ein englischer Schriftsteller. Schon zu Lebzeiten gern gelesen, wurde er nach seinem Tod durch etliche Verfilmungen seiner Romane populär. Am bekanntesten ist er durch seine Larkin-Geschichten, die er 1958 mit dem Roman The Darling Buds of May eröffnete. Für Graham Greene stand er – mit seinen besten Werken – sogar Tschechow nicht nach.

## Leben
Nach Besuch der Kettering Grammar School arbeitet Bates zunächst als Reporter und Lagerist. Erste Geschichten veröffentlicht er bereits mit 20. Er erweist sich sowohl als Liebhaber der Flora und Fauna wie der menschlichen Bewohner der Midlands, die er genaustens beobachtet – zudem als ungewöhnlich produktiv. Bates bringt es in knapp 50 Jahren auf über 300 Kurzgeschichten, 25 Romane, mehrere Dramen und Essay-Sammlungen sowie eine dreibändige Autobiografie. Der Leser werde sofort von Bates’ Freundlichkeit, seiner sinnlichen Ausgelassenheit, seiner Zärtlichkeit, seinen versierten Plots, seinem Humor, seiner stilsicheren Sprachkraft und seiner tiefen Achtung vor der Würde, ja sogar einer Art Heldentum seiner unscheinbaren Figuren betört, versichert die New York Times.
1931 heiratet Bates Madge Cox aus seiner Heimatstadt und zieht mit ihr in das Dorf Little Chart in Kent, wo sie sich in einem von ausgedehnten Gartenland umgebenen ehemaligen Getreidespeicher einrichten. Hier bleibt Madge bis ins hohe Alter, denn sie stirbt erst 2004 mit 95. Das Ehepaar zieht zwei Töchter und zwei Söhne auf. Sohn Richard wird nach dem Tod seines Vaters die Larkins als überaus erfolgreiche Fernsehserie produzieren. Während des Zweiten Weltkrieges kann Bates weiter Geschichten schreiben – im Auftrag der Royal Air Force, die aufrüttelnde Schilderungen aus dem Kampfgeschehen haben möchte. Sie werden zunächst in der Presse, später auch in Buchform veröffentlicht. Laut Brockhaus Enzyklopädie zeichnen sich diese Schilderungen aus dem Krieg durch „krassen Realismus“ aus. Nach 1945 geht Bates Romanproduktion ungeschmälert weiter. Verfilmt werden unter anderem The Purple Plain (dt. Filmtitel Flammen über Fernost) als Spielfilm (1954) mit Gregory Peck in der Hauptrolle und Love for Lydia (Liebe zu Lydia) als Fernsehserie (1977), die auch in Deutschland ausgestrahlt wurde. Bates stirbt 1974 mit 68. In Rushden wurde eine Straße nach ihm benannt.

## Werke
Im Folgenden sind nur deutsche Übersetzungen erfasst. Eine stattliche Liste sämtlicher englischen Ausgaben findet sich in der englischen Wikipedia, allerdings fehlen dort Gattungsbezeichnungen.
- A House of Women, Roman (1936), dts. Frau im Haus, Leipzig 1936, Haus der Frauen, München 1955.
- Spella Ho, Roman (1938), dts. Frauen um Spella Ho, Bern 1947, Ein Mann will leben, Essen 1956.
- Fair Stood the Wind for France, Roman (1944), dts. In Frankreich notgelandet, Bern 1945, Reinbek 1984.
- The Purple Plain, Roman (1947), dts. Rückkehr ins Leben, Bern 1948.
- The Jacaranda Tree, Roman (1949), dts. Flucht, Bern 1950.
- The Scarlet Sword, Roman (1950), dts. Das Scharlachschwert, Einsiedeln 1952, Ffm 1960.
- Love for Lydia, Roman (1952), dts. Liebe um Lydia, Bern 1953, Reinbek 1977, Stuttgart 1979.
- The Nature of Love (1953), dts. Dulcima, Gütersloh 1957.
- The Feast of July, Roman (1954), dts. Liebeswende, Bern 1954, Eine Sommernachtsliebe, Düsseldorf 1996, München 1999.
- The Sleepless Moon, Roman (1956), dts. Der schlaflose Mond, Bern 1956.
- The Darling Buds of May, Roman (1958), dts. Wo Milch und Whisky fließen: vom heiteren Landleben der Familie Larkin, Reinbek 1977.
- A Breath of French Air, Roman (1959), dts. Eine Reise, die ist lustig: mit der Familie Larkin in Frankreich, Reinbek 1978.
- Achilles the Donkey (1962). dts. Achilles der Esel, Winterthur 1962.